# Bestie
Bestie는 박재범이 미국에 입국한 이후 첫 공연인 낙산 섬머위크(2010년 8월 7일)에서 첫 공개가 되었고, 2010년 10월 26일 디지털 싱글로 발매가 되었다. 한국어, 영어, 리믹스 세 가지 버전과 스피치리스(Speechless), 총 4곡이 수록되어 있다. 베스티는 박재범이 속한 크루 AOM의 멤버인 Cha Cha Malone이 작곡하고 박재범이 작사하였고, 스피치리스는 Cha Cha Malone이 작사, 작곡하였다.

## 특징
- 영어 버전 베스티는 대한민국의 음원 사이트에서는 구입할 수 없고 미국 아이튠즈와 박재범 공식 홈페이지에서만 구입이 가능하다.

## 수록곡
1. 베스티(Bestie) (Korean ver.)
2. 베스티(Bestie) (English ver.)
3. 베스티(Bestie) (Remix)
4. 스피치리스(Speechless)